# ATP Challenger Wien
Der ATP Challenger Wien (offiziell: Vienna Challenger) war ein Tennisturnier, das von 1984 bis 1999 jährlich in Wien, Österreich, stattfand. Es gehörte zur ATP Challenger Tour und wurde in der Halle auf Teppich gespielt. Omar Camporese ist mit zwei Titeln im Einzel Rekordsieger des Turniers.

## Liste der Sieger

### Einzel
| Jahr                         | Sieger             | Finalgegner           | Ergebnis      |
| ---------------------------- | ------------------ | --------------------- | ------------- |
| 1999                         | Michel Kratochvil  | Marcelo Charpentier   | 3:6, 7:6, 6:2 |
| 1993–1998: nicht ausgetragen |                    |                       |               |
| 1992                         | Thomas Buchmayer   | Reinhard Wawra        | 7:6, 6:1      |
| 1990–1991: nicht ausgetragen |                    |                       |               |
| 1989                         | Omar Camporese (2) | Nicklas Utgren        | 6:4, 3:6, 6:3 |
| 1988                         | Omar Camporese (1) | Wojciech Kowalski     | 7:6, 2:6, 6:2 |
| 1987                         | Éric Winogradsky   | Mark Woodforde        | 6:3, 6:2      |
| 1986                         | Gary Donnelly      | Karel Nováček         | 6:2, 7:6      |
| 1985                         | Jonas Svensson     | Alessandro De Minicis | 6:0, 6:1      |
| 1984                         | Jan Gunnarsson     | John Sadri            | 6:3, 6:3      |

### Doppel
| Jahr                         | Sieger                              | Finalgegner                        | Ergebnis      |
| ---------------------------- | ----------------------------------- | ---------------------------------- | ------------- |
| 1999                         | Julian Knowle Thomas Strengberger   | Petr Kralert Michel Kratochvil     | 6:3, 6:2      |
| 1993–1998: nicht ausgetragen |                                     |                                    |               |
| 1992                         | Wojciech Kowalski Christer Wedenby  | Alexis Hombrecher Andrei Merinow   | 7:6, 4:6, 6:3 |
| 1990–1991: nicht ausgetragen |                                     |                                    |               |
| 1989                         | Peter Nyborg Nicklas Utgren         | Ģirts Dzelde Goran Prpić           | 6:4, 6:4      |
| 1988                         | Mark Basham Charles Beckman         | Thomas Muster Michael Oberleitner  | 6:3, 3:6, 6:3 |
| 1987                         | Jaroslav Navrátil Florin Segărceanu | Steve Guy David Lewis              | 6:4, 6:4      |
| 1986                         | Karel Nováček Richard Vogel         | Jan-Willem Lodder Denys Maasdorp   | 6:4, 6:4      |
| 1985                         | Peter Carlsson Jonas Svensson       | Josef Čihák Alessandro De Minicis  | 6:3, 6:2      |
| 1984                         | Bruce Manson David Pate             | Peter Bastiansen Michael Mortensen | 6:3, 6:4      |